# Аделайз (герцог Беневентський)
Аделайз, узурпував владу в герцогстві Беневентському (732—733) після смерті герцога Ромоальда II, змістивши його сина та спадкоємця Гізульфа.
Однак, король лангобардів Лютпранд, змістив Аделайза та призначив герцогом свого племінника Григорія.